# Laniarius leucorhynchus
Bubu-sombrio ou picanço-preto-ocidental (Laniarius leucorhynchus) é uma espécie de ave da família Malaconotidae.
Pode ser encontrada nos seguintes países: Angola, Benim, Camarões, República Centro-Africana, República do Congo, República Democrática do Congo, Costa do Marfim, Guiné Equatorial, Gabão, Gana, Guiné, Guiné-Bissau, Libéria, Nigéria, Serra Leoa, Sudão, Togo e Uganda.
Os seus habitats naturais são: florestas subtropicais ou tropicais húmidas de baixa altitude e matagal húmido tropical ou subtropical.